# Таитийская бородавчатая рыба-клоун
Таитийская бородавчатая рыба-клоун (лат. Antennarius striatus) — вид лучепёрых рыб из семейства клоуновых отряда удильщикообразных, или морских чертей (Lophiiformes).

## Описание
Тело короткое и шарообразное. Рот большой с многочисленными ворсинковидыми зубами на челюстях. Грубая кожа покрыта многочисленными, близкорасположенными, раздвоенными кожистыми выростами. 
В спинном плавнике три отдельно сидящих колючек, за ними следует 11—12 мягких лучей. Первый колючий луч направлен вперёд и преобразован в «удилище», так называемый иллиций. На конце иллиция располагается червеобразная эска, служащая для привлечения потенциальных жертв. Длина иллиция равна длине второй колючки. Второй колючий луч подвижный, направлен почти вертикально, а третий колючий луч направлен назад. На концах второго и третьего колючих лучей имеется от 2 до 7 червеобразных отростков.В анальном плавнике 8—10 (реже 7) мягких лучей. В грудных плавниках 12—14 раздвоенных мягких лучей. Мягкие лучи брюшных плавников также раздвоенные. Плавательный пузырь есть.
На голове, теле и плавниках хорошо видны неровные, идущие параллельно, тёмные полосы. На боках тела тёмные пятна со слабопигментированными краями.
Максимальная длина тела 25 см, обычно до 10 см. 
Принадлежит к группе видов Antennarius striatus group и ближайшим видом считается Antennarius hispidus.

## Ареал
Широко распространены в тропических и субтропических водах всех океанов, на глубинах от 10 до 219 м. Восточная Атлантика: вдоль побережья Африки от Сенегала до юго-западной Африки, у острова Святой Елены. Западная Атлантика: от Нью-Джерси до юго-восточного побережья Бразилии, включая Бермудские, Карибские и Багамские острова, Мексиканский залив. Индо-Пацифика: Красное море, вдоль восточного побережья Африки до  островов Общества и Гавайских островов; на севере до Японии и на юге до Австралии и Новой Зеландии, включая прибрежные воды Индонезии, Филиппин, Малайзии.

## Галерея

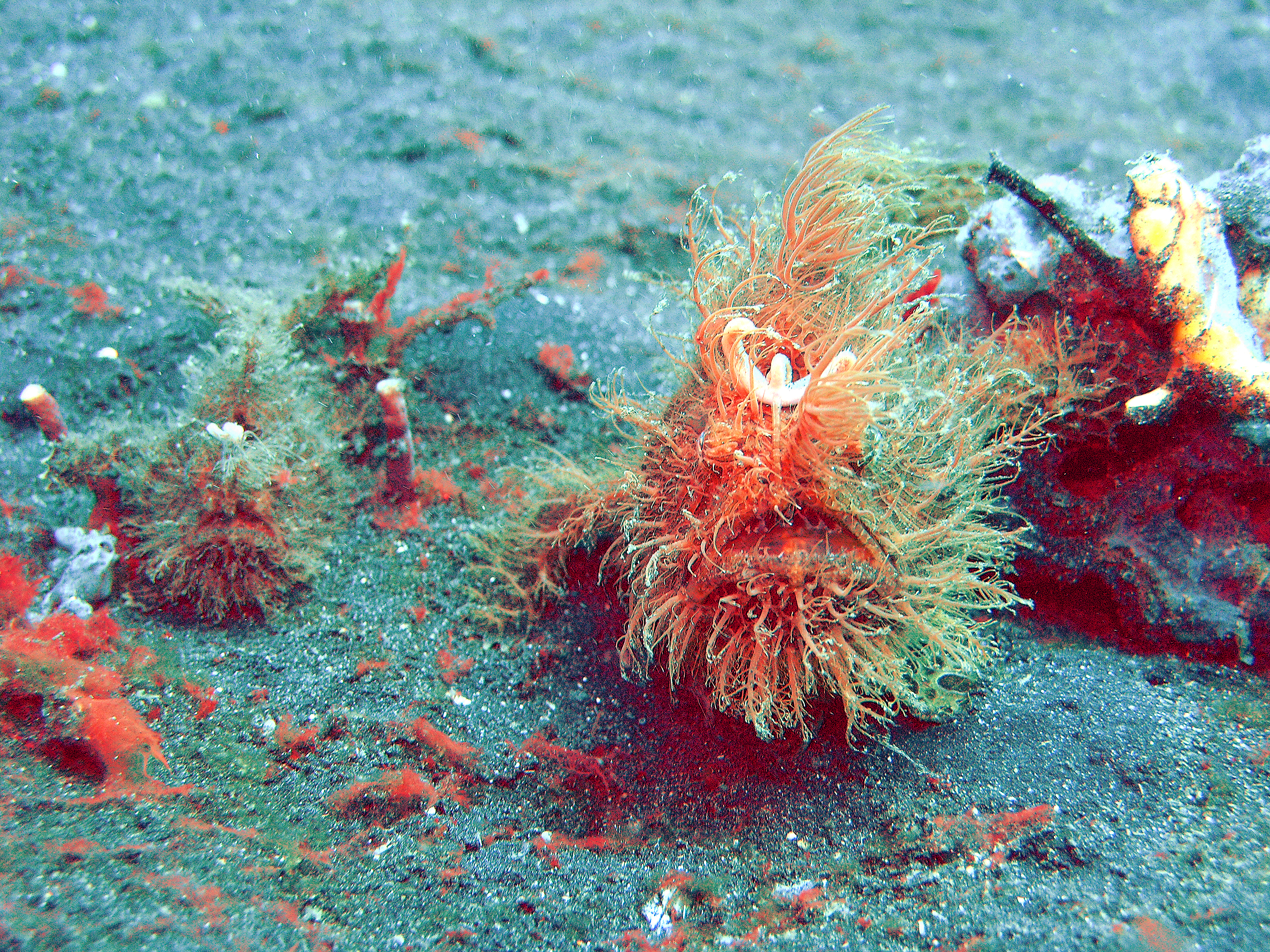
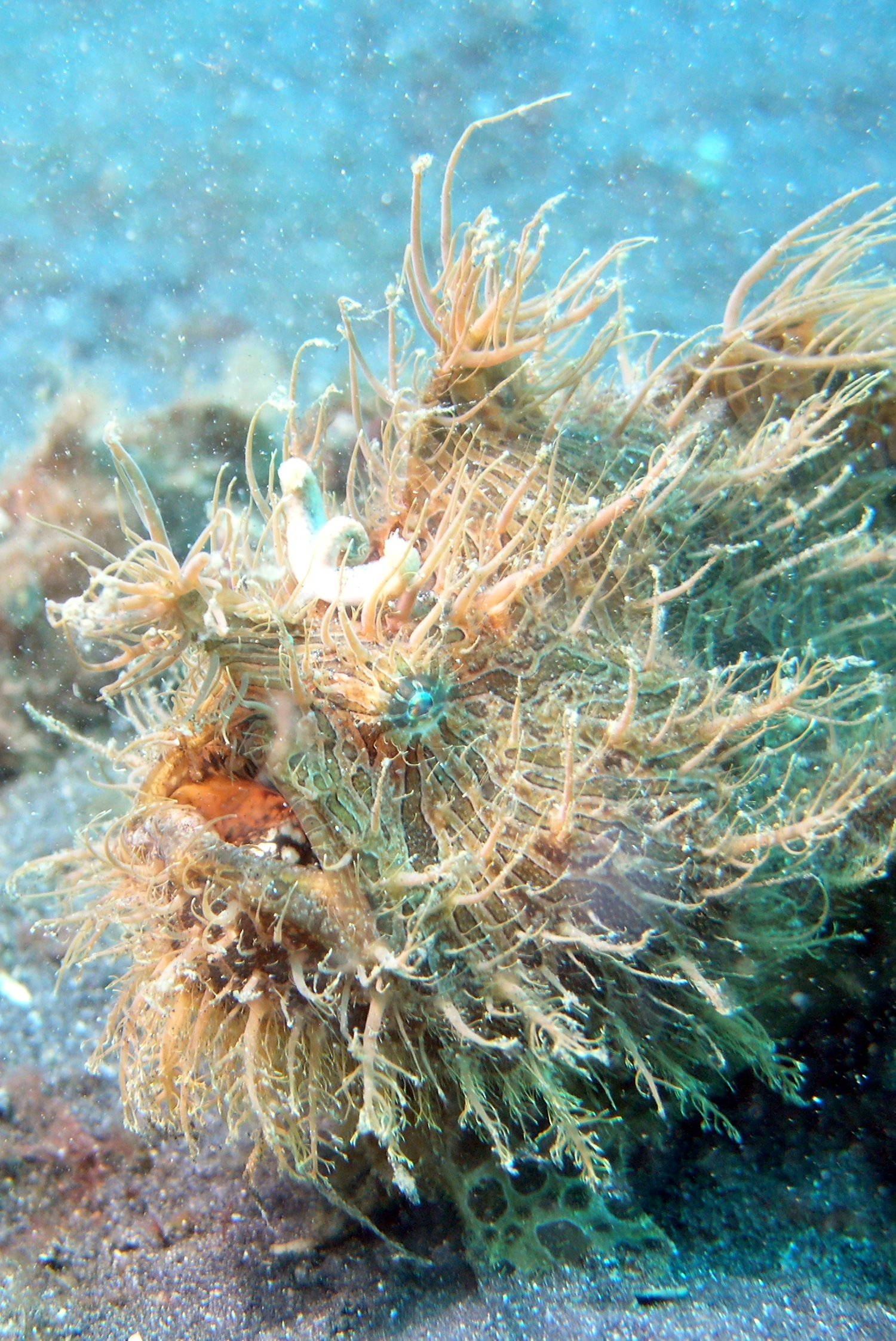
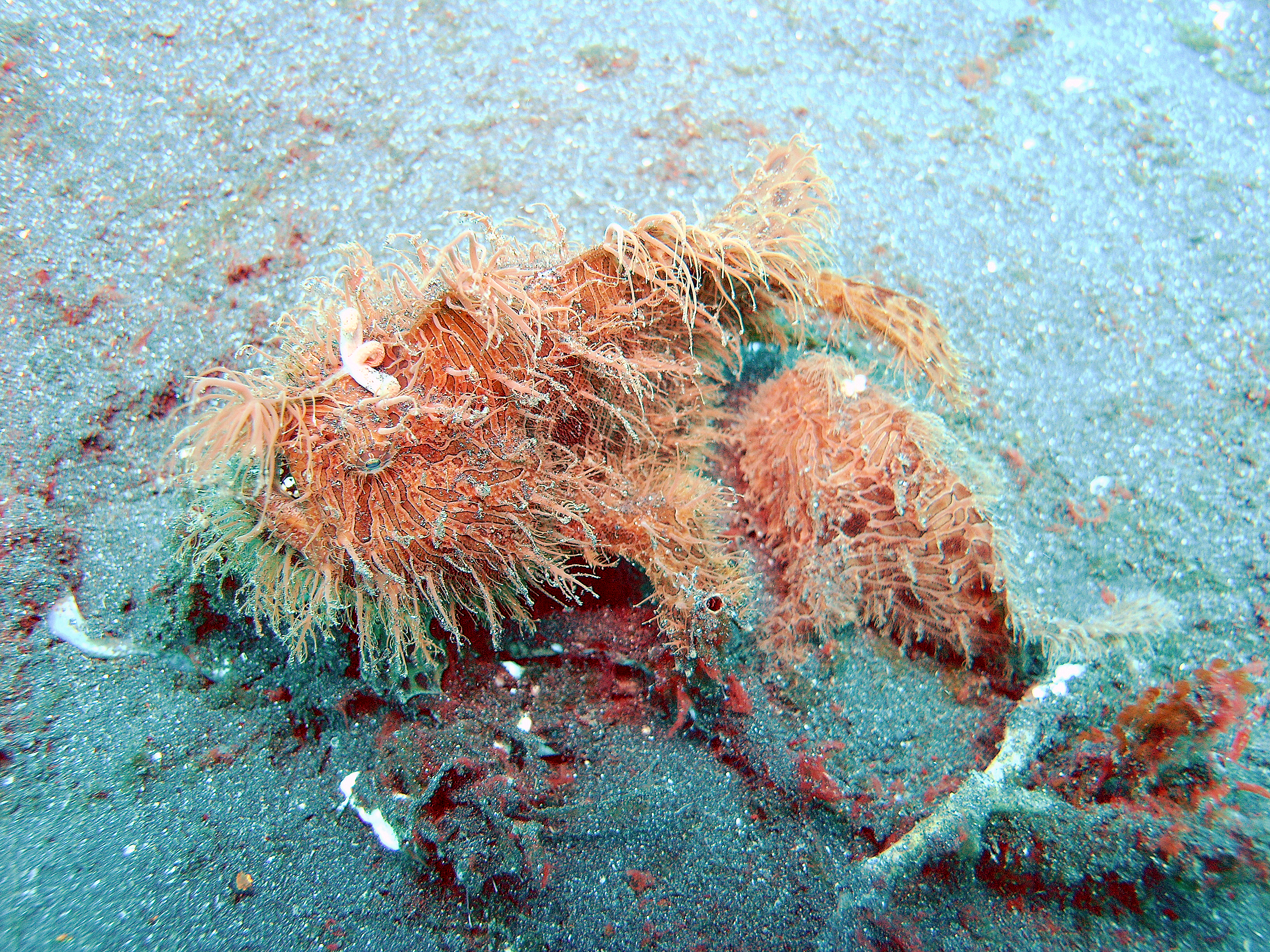